# XV Festival Mundial de la Juventud y los Estudiantes
El XV Festival Mundial de la Juventud y los Estudiantes (FMJE) fue organizado por la Federación Mundial de la Juventud Democrática (FMJD) en Argel (Argelia), del 8 al 16 de agosto de 2001, durante nueve días, bajo el lema: "Globalicemos la lucha por la paz, la solidaridad, desarrollo, contra el imperialismo".
El festival fue el primero organizado en un país árabe, así como el primero celebrado en África, y reunió a 11.000 delegados de más de 100 países de todo el mundo. Se celebraron reuniones preparatorias internacionales en Cuba, India, Chipre y la propia Argelia. El evento se produjo después del exitoso renacimiento del movimiento de festivales en el XIV Festival Mundial de la Juventud y los Estudiantes, celebrado en La Habana (Cuba), y marcó una continuación del espíritu internacionalista y antiimperialista del festival juvenil.

## Historia
El movimiento de festivales internacionales iniciado a principios de 1947, ofreció a la juventud del mundo un espacio de libre expresión en torno a sus preocupaciones, y un foro de solidaridad con los pueblos que buscaban la independencia, la autodeterminación y el desarrollo.  
La humanidad empezó el siglo XXI con esperanzas y nuevas aspiraciones, pero debe enfrentarse al mismo tiempo a grandes desafíos, mejorar las condiciones materiales depende de la lucha juvenil, común y conjunta, como un poder activo de los pueblos de la Tierra.
La decimoquinta edición del Festival Mundial de la Juventud y los Estudiantes vino a reforzar el trabajo de los últimos festivales, y tuvo lugar en un nuevo milenio marcado por los efectos desastrosos de la globalización imperialista y la nueva reestructuración de las relaciones internacionales, bajo un lema adoptado por consenso: 

“Globalicemos la lucha por la paz, la solidaridad, el desarrollo, contra el imperialismo”.

El XV FMJE tuvo un papel en una época donde la sociedad civil a escala internacional se había convertido en un socio indiscutible en la toma de decisiones, gracias a las luchas multifacéticas lideradas por las Organizaciones no gubernamentales, que se erigieron como los verdaderos medios y vías de reivindicación, expresando las preocupaciones de los diferentes estratos de los pueblos del Mundo.

## Inestabilidad política
El festival tuvo lugar al final de la guerra civil argelina. En los meses previos al festival hubo acciones callejeras sostenidas de cientos de miles de trabajadores y jóvenes en Argelia que protestaban contra la represión de las fuerzas policiales nacionales y apoyaban la lucha del pueblo indígena bereber, un grupo étnico de Argelia y de todo el norte de África, por el derecho a que se les enseñe en su lengua materna en la escuela, lo cual llevó a que algunos grupos llamaran a hacer un boicot contra el festival por parte de esa comunidad.

## Delegaciones
Más de 1.000 jóvenes de Argelia asistieron al festival, incluidos 50 estudiantes de origen bereber y cuyas familias viven en la Cabilia, una región al este de Argel, donde los bereberes constituyen la gran mayoría. Varios otros países de África enviaron delegaciones importantes, incluidos Siria, Irak, Líbano, Yemen, Sudán, Egipto y Túnez, por primera vez en la historia de FMJD. Una nutrida delegación de más de 400 personas vino con el Frente Polisario del Sáhara Occidental, que planteó el problema de su conflicto en curso con Marruecos, organizando carpas solidarias, cenas, mítines, talleres y actividades culturales sobre el problema que generó miles de refugiados en ese país. Se esperaban casi mil jóvenes de América, de los cuales seiscientos procedían de Cuba, la mayor delegación de la región. Esta cifra incluía a 250 estudiantes internacionales que entonces asistían a la escuela en Cuba, especialmente de América Latina, el Caribe y África;  los otros 350 eran estudiantes y jóvenes trabajadores cubanos, varios cientos vinieron de Venezuela, Haití, República Dominicana, Estados Unidos y Puerto Rico. El recuento final del festival fue de 11.000 asistentes, aunque otras fuentes sitúan la asistencia al evento en 6.500 personas.

## Logotipo
Para honrar el festival, Argelia lanzó un logo especial de la artista y pintora Djazia Cherrih, con el logotipo del festival de la juventud.

## Actividades
La mayoría de los eventos se llevaron a cabo en la Universidad de la Ciencia y la Tecnología Houari Boumédiène. Los temas políticos de las conferencias incluyeron; la paz, seguridad, cooperación internacional,  autodeterminación, soberanía, liberación nacional, solidaridad, democracia, desarrollo sostenible y medio ambiente, el empleo, la educación, ciencia y tecnología,  la infancia, la mujer,  la salud, comunicación y cultura, el racismo, neofascismo y la discriminación, los movimientos juveniles, el movimiento estudiantil, los derechos humanos y derechos de los pueblos indígenas. 
El festival pretendía ser un foro abierto para que los jóvenes intercambiaran experiencias, trabajaran juntos en busca de soluciones alternativas y establecieran programas de acción conjuntos sobre una amplia gama de temas. Los temas de discusión de los debates incluyeron el desarme y la construcción de un mundo libre de armas nucleares, la lucha contra el nuevo orden mundial y la OTAN, así como la globalización del capitalismo neoliberal. 
Un día del festival se dedicó a la solidaridad con el pueblo de Puerto Rico, especialmente la lucha para sacar a la Marina de los EE. UU. de la isla de Vieques, que en ese momento estaba siendo utilizada como polígono de bombardeo y campo de pruebas por la Marina de los Estados Unidos en Vieques, Puerto Rico. 
También tuvo lugar un foro conjunto en solidaridad con las luchas de los pueblos de Cuba, Puerto Rico, Venezuela y Colombia. El panel estuvo integrado por María del Pilar Hernández, en representación de la juventud del Movimiento V República de Venezuela, el partido fundado por el comandante Hugo Chávez. Calificó los cambios en la Constitución de Venezuela y otras medidas del gobierno de Chávez como un ejemplo alternativo, una tercera vía en la lucha contra el imperialismo estadounidense. 
También se discutieron cuestiones como la erradicación del racismo, la igualdad de género, el VIH/SIDA y el abuso de drogas. Por ejemplo, el evento contó con una conferencia conjunta FMJD y la UNESCO sobre: "El papel de las mujeres jóvenes en la promoción de la cultura de la paz en África". 
El festival también se llevó a cabo con motivo del 35° aniversario de la fundación de la Organización Continental Latinoamericana y Caribeña de Estudiantes (OCLAE), quien destacó que las federaciones de estudiantes representadas en OCLAE y en el 15° Festival Mundial de la Juventud y los Estudiantes, son parte de un emergente movimiento movimiento juvenil antiimperialista que está revitalizando a la organización. 
Las actividades culturales del festival incluyeron una serie de torneos de aficionados, incluidos fútbol, baloncesto, balonmano, una competencia en silla de ruedas, un partido de ajedrez, tenis y tenis de mesa. También se realizaron una serie de festivales de canción política, música moderna, danza y mímica, folclore tradicional y obras de cineastas.

## Incidentes
Los bereberes se manifestaron en muestra del descontento popular. La policía argelina utilizó vehículos blindados y barreras para impedir que los manifestantes bereberes ingresaran a la capital, frustrando una manifestación planeada contra el gobierno respaldado por los militares. Sólo un puñado de manifestantes pudo colarse en Argel, y estallaron disturbios en algunos de los controles de carretera cuando los manifestantes intentaron abrirse camino hacia la ciudad portuaria. Los organizadores dijeron que decenas de personas habían sido arrestadas. La manifestación planeada fue solo la última muestra de descontento popular en esta nación del norte de África. La frustración se vio alimentada por las dificultades económicas y la muerte de decenas de manifestantes durante los feroces disturbios que habían tenido lugar en la región oriental de la Cabilia, a principios del año 2001. La Cabilia está habitada por la minoría bereber de Argelia. Muchos de los manifestantes quedaron bloqueados en las carreteras que van de la región montañosa a Argel. Los líderes locales bereberes convocaron la manifestación para que coincidiera con el inicio del Festival Mundial de la Juventud y los Estudiantes, se esperaba que el festival atrajese a 15.000 participantes. Los manifestantes habían planeado marchar hacia un estadio deportivo de la ciudad, donde la ceremonia inaugural del festival iba a tener lugar.